# Tiếng Eskaya
Tiếng Eskaya là ngôn ngữ nhân tạo của người Eskaya trên Bohol, một tỉnh đảo của Philippines. Nó giống hệt phương ngữ Bohol của tiếng Cebu (ngôn ngữ chính ở Bohol) về mặt ngữ pháp, song có phần từ vựng khác hoàn toàn. Tuy tiếng Eskaya không có người bản ngữ, nó được tình nguyện viên giảng dạy ở chí ít ba ngôi trường tại vùng đông nam Bohol.

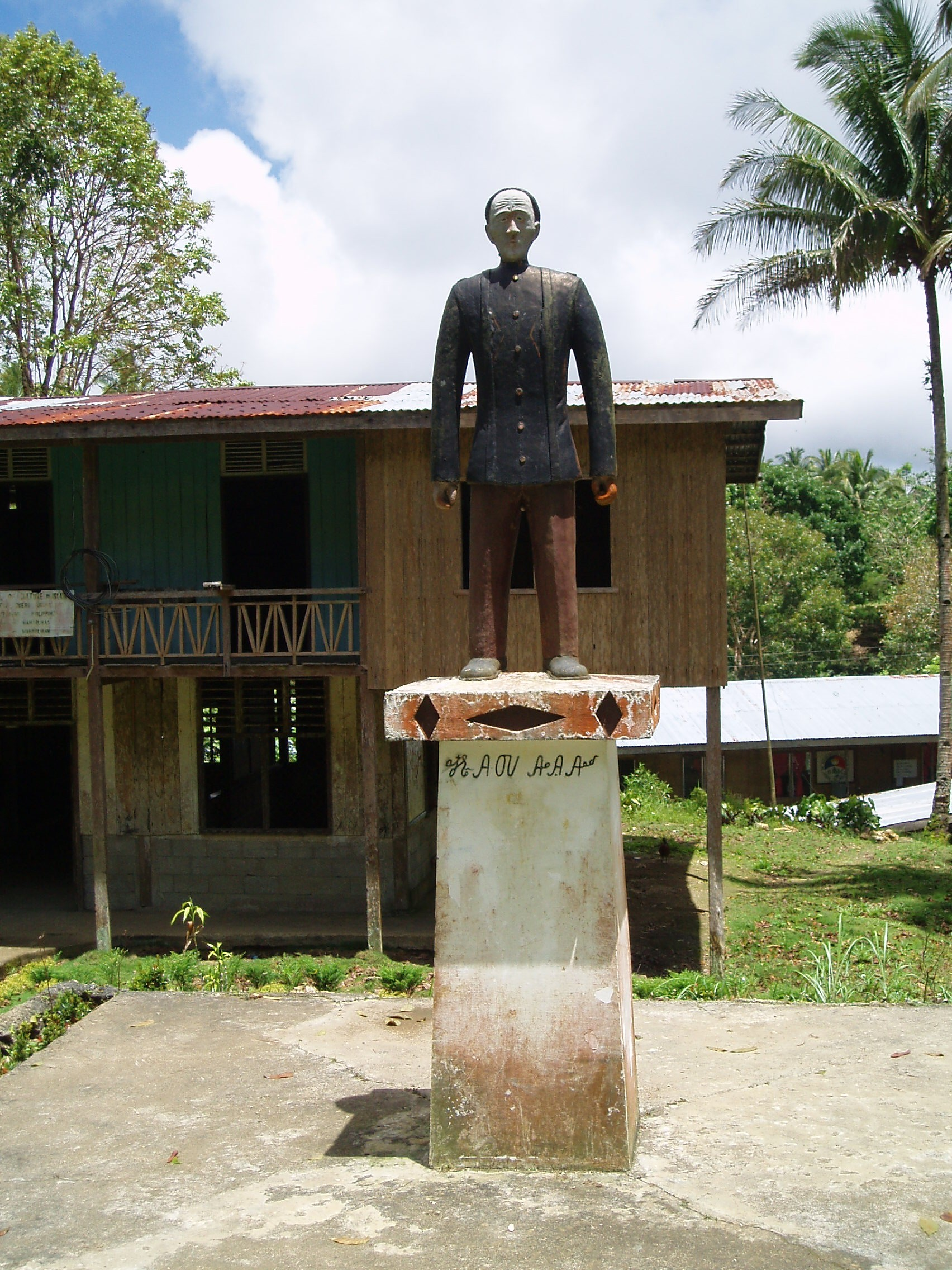
Tượng Mariano Datahan, trên bệ có khắc chữ Eskaya

Tiếng Eskaya có một số đặc điểm khác biệt, chẳng hạn như hệ chữ viết với hơn 1.000 ký tự riêng rẽ, được truyền tụng là dựa trên hình tượng bộ phận con người, cùng khối từ vựng phi Phillipines.

## Lịch sử
Theo người nói, tiếng và chữ Eskaya là do Pinay, tổ tiên người Eskaya, tạo nên, lấy ý tưởng từ hình tượng con người. Thứ tiếng này được Mariano Datahan (tên khi sinh Mariano Sumatra, k. 1875–1949), một quân nhân phiến loạn, "tìm lại" vào đầu thế kỷ XX. Datahan ra sức xây dựng một cộng đồng "lý tưởng" ở miền đông nam Bohol sau cuộc chiến tranh Hoa Kỳ-Philippines để chống lại chủ nghĩa thực dân, đồng thời tạo nên một đất nước cho dân bản xứ trên Bohol; tiếng và chữ Eskaya do vậy là hiện thân của nền văn hoá quốc dân mới chớm nở này.
Nghiên cứu cho thấy tiếng Eskaya được tạo nên sau khi sự tiếp xúc với văn hoá, ngôn ngữ Tây Ban Nha đã hình thành.  Bằng chứng cho điều này bao gồm sự hiện diện của lớp từ vựng "bản xứ" (không vay mượn hay dịch sao phỏng) cho những sự vật, hiện tượng đăng trưng cho thời kỳ hậu tiếp xúc như "giáo hoàng" hay "máy bay". Hơn nữa, ngôn ngữ này phân biệt một số sự vật, hiện tượng (như giữa "mặt trăng" với "tháng") mà trong tiếng Cebu không được phân biệt (tức là tiếng Cebu có một từ cho cả "tháng" lẫn "mặt trăng"). Nhiều khả năng tiếng Eskaya được tạo nên bằng cách lấy một tập từ vựng Tây Ban Nha-Anh-Bisaya rồi thay lớp từ vựng Bisaya bằng tiếng Eskaya. Chữ Eskaya cũng mang nét tương đồng với kiểu chữ viết tay Copperplate thế kỷ XIX.

## Phân loại
Tiếng Eskaya là sự một "sự mã hoá chau chuốt" của tiếng Cebu. Trừ vài từ mượn tiếng Cebu, nó thiếu vắng đi sự tương đồng từ vựng với các ngôn ngữ Philippines. Trái lại, về mặt ngữ pháp, nó giống hệt tiếng Cebu. Hầu hết từ vựng được tác giả tự sáng tạo, tuy có ảnh hưởng từ tiếng Tây Ban Nha và tiếng Anh. Một vài từ tiếng Tây Ban Nha được đổi nghĩa, như astro 'mặt trời' (nghĩa gốc 'sao') hay tre 'hai' (nghĩa gốc 'ba').